# M'tambala
M'tambala est une collectivité de 776 km², situé sur le territoire de Fizi en République démocratique du Congo. Son chef-lieu est Baraka. Baraka est la seule et principale ville en importance dans le territoire de Fizi. Elle comporte les communes de Baraka, de Katanga et de Kalundja.